# Panzer VI Tiger
PzKpfw VI Tiger I, «Тигр» — німецький важкий танк часів Другої світової війни, розроблений у 1941—1942 роках фірмою «Геншель» під керівництвом Ервіна Адерса. У відомчій класифікації бронетехніки нацистської Німеччини також позначався, як Sd Kfz 181. Уперше танки «Тигр I» узяли участь у бойових діях у вересні 1942 року біля станції Мга під Ленінградом, а масовано почали застосовуватися з битви на Курській дузі, використовувалися вермахтом і військами СС аж до закінчення Другої світової війни.
На момент створення машина мала найсильніше озброєння і бронювання серед усіх танків світу; таке становище зберігалося як мінімум до листопада 1943 року. Спочатку танк називався PzKpfw VI Ausf. H «Tiger», але після прийняття на озброєння однойменного нового важкого танка PzKpfw VI Ausf. B в назву додали римську цифру «I» для відмінності від пізнішої машини, яка своєю чергою іменувалася «Тигр II». Хоча в конструкцію вносилися невеликі зміни, модифікація танка була всього лише одна, позначення машин раннього й пізнього випуску PzKpfw VI Ausf. H і PzKpfw VI Ausf. E введені суто з адміністративно-обліковою метою. У радянських документах танк «Тигр» позначався як T-6 (або T-VI).

## Історія створення
Перші роботи зі створення «Тигра» почалися в 1938 році. До цього моменту на озброєнні вермахту взагалі не було важких танків прориву, аналогічних за призначенням радянським Т-35 або французьким Char B1. З іншого боку, в спланованій військовій доктрині (випробуваній пізніше в Польщі та Франції) важким малорухливим машинам практично не було місця, тому вимоги військових до такого роду танку були досить розпливчастими. Тим не менше, Ервін Адерс, один з провідних конструкторів фірми «Хеншель» (Henschel) розпочав проєктування 30-тонного «танка прориву» (Durchbruchwagen). Протягом 1939—1941 рр. фірма «Хеншель» побудувала два дослідні зразки, відомих під позначеннями DW1 і DW2. Перший із прототипів не мав башти, на другий встановлювалася башта від серійного PzKpfw IV. Товщина броньового захисту прототипів не перевищувала 50 мм.
Після вторгнення Третього Райху у Радянський Союз німецьким військовим стала очевидною необхідність якісного посилення танкового парку Вермахту. Німецький середній танк Panzer IV Ausf. E-F значно поступався за основними характеристиками радянському середньому танку (в німецькій класифікації тих років Mittlererschwerer — середньо-важкого) Т-34 зр. 1941 року. Аналога КВ-1 у Вермахті не було зовсім. Хоча за рахунок високої майстерності екіпажів, доброго насичення танкових частин артилерією супроводу, відмінної взаємодії з авіацією німецькі війська більш ніж успішно виводили з ладу як Т-34, так і КВ, у значній кількості бойових епізодів у руках грамотних радянських танкістів тридцятьчетвірки і КВ наочно показали, що хороша оглядовість, відмінна ергономіка все ж таки не компенсують повністю слабке бронювання і озброєння Panzer IV Ausf. E-F. З подоланням хаосу і плутанини в радянському командуванні ці машини ставали більш загрозливими для солдатів Вермахту. Крім того, у ході війни німецьким військам все частіше доводилося стикатися із заздалегідь підготовленою обороною противника, де необхідність важкого танка прориву вже не піддавалася сумніву. Рішення виникаючих завдань розділилося на два напрямки — модернізація вже існуючих зразків бронетехніки (Panzer III і Panzer IV) і прискорене створення свого аналога радянського КВ-1.
Незабаром після нападу на СРСР конструкторським бюро двох відомих машинобудівних фірм — «Хеншель» і «Порше» — надійшли тактико-технічні вимоги на важкий танк прориву проєктної масою 45 тонн. У розпорядженні глави першого КБ Ервіна Адерса вже був значний багаж напрацювань з DW1 і DW2, тоді як Фердинанд Порше, що очолював «конкурентів», тільки пробував себе в танкобудуванні. Представлення дослідних зразків присвятили до дня народження фюрера — 20 квітня 1942 року, часу на розробку і побудову прототипів було небагато. Ервін Адерс і співробітники його КБ пішли традиційним шляхом німецької танкобудівної школи, вибравши для нового важкого танка ту ж компонувальну схему, що і у Panzer IV, застосувавши на танку новий винахід конструктора Г. Кніпкампа — «шахове» розташування опорних котків в чотири ряди. До того воно застосовувалося тільки на тягачах і бронетранспортерах фірми «Ганомаг», використання його для танка стало нововведенням у світовому танкобудуванні. Таким чином було успішно вирішене завдання підвищення плавності ходу, а отже і підвищення точності стрільби на ходу. Фердинанд Порше, відоміший у той час новаторськими роботами в галузі автомобілебудування (у тому числі спортивного), спробував перенести свій підхід у нову галузь. На його прототипі були реалізовані такі рішення, як високоефективні поздовжні торсіони в системі підвіски і електротрансмісія. Однак, у порівнянні з прототипом фірми «Хеншель», машина Ф. Порше була конструктивно складніша і вимагала більше дефіцитних матеріалів, зокрема міді. На останній вдалою конструкцією виявилася башта, яку без особливих змін запозичили «конкуренти».
За результатами показу прототипів фюреру і наступних тестів на Куммерсдорфському полігоні військове керівництво Третього Райху обрало прототип фірми «Хеншель», незважаючи на особисте заступництво фюрером Ф. Порше. Під найменуванням PzKpfw VI Ausf. H «Тигр» він запущений в серійне виробництво. Загальна кількість випущених машин — 1355 одиниць.

### Тактична роль
На думку низки західних істориків, основним завданням танка «Тигр» була боротьба з танками противника, і його конструкція відповідала вирішенню саме цього завдання:
Якщо в початковий період Другої світової війни німецька військова доктрина мала в основному наступальну спрямованість, то пізніше, коли стратегічна ситуація змінилася на протилежну, танкам стала відводитися роль засобу ліквідації проривів німецької оборони.
Таким чином, танк «Тигр» замислювався перш за все як засіб боротьби з танками противника, в обороні чи в наступі. Урахування цього факту необхідне для розуміння особливостей конструкції і тактики застосування «Тигрів».

### Штатна організація
Основною тактичною одиницею танкових військ Вермахту був танковий батальйон. Батальйони, озброєні «Тиграми», складалися спочатку з двох, а потім з трьох рот. Батальйон 3-ротного складу мав за штатом 45 танків. Як правило, 2 або 3 батальйони складали танковий полк, його зазвичай надавали корпусному командуванню для посилення (проте випадки формування з одних «Тигрів» цілих полків невідомі).
По одній роті «Тигрів» також мали в 1943 році елітна моторизована дивізія Вермахту «Großdeutschland» («Велика Німеччина») і дивізії СС: 2-га танкова дивізія СС «Das Reich» («Рейх»), 1-ша дивізія Лейбштандарте-СС «Adolf Hitler» («Адольф Гітлер») і 3-тя танкова дивізія СС «Totenkopf» («Мертва голова»).

### Модифікації
- «Тропічний Тигр» (Tiger Тр) — модифікація для експлуатації в тропічних умовах, додатково оснащувалась повітряними фільтрами «Feifel» великого об'єму. Фільтри встановлювалися в задній частині башти і за допомогою кожуха з'єднувалися з двигуном. Модифікація добре зарекомендувала себе під час боїв у Північній Африці, але після капітуляції німецьких військ в Тунісі, виробництво повітряних фільтрів «Feifel» припинилося і модифікація більше не випускалася[5].
- Pz.VI Ausf E — оснащений зенітним кулеметом MG-42, використовувався на Західному фронті.
- Panzerbefehlswagen Tiger (Sd.Kfz. 267/268) — командирська модифікація. Перші 48 лінійних танків переобладнані в командирський варіант на початку 1943 року. Sd.Kfz. 267 був оснащений радіостанцією FuG-8 і призначався для використання в штабах полків, а Sd.Kfz. 268 оснащувався радіостанцією FuG-7 і використовувався в штабах батальйонів.

## Машини на базі «Тигра I»
38 cm RW61 auf Sturmmörser Tiger, Sturmpanzer VI, «Штурмтигр» — важка САУ, озброєна розміщеним в нерухомій броньованої рубці переробленим 380-мм реактивним корабельним протичовновим бомбометом, не прийнятим на озброєння «крігсмаріне». «Штурмтигри» перероблялися з пошкоджених в боях лінійних «Тигрів», всього переобладнано 18 машин.

## Бойове застосування

### Перший бій
Рано вранці 23 серпня 1942 року перші чотири серійних «Тигри» були завантажені на залізничні платформи і відправлені на фронт. Випробувати новітні танки німці хотіли в штурмі Ленінграда. Поки «Тигри» перевозилися залізницею, рано вранці 27 серпня почалася Синявінська операція радянських військ під Ленінградом. 29 серпня «Тигри» вивантажили з ешелону на станції Мга та планували кинути проти успішного радянського наступу. Але вже під час висування на вихідні позиції почалися поломки. У двох танків вийшла з ладу коробка передач, у третього — перегрівся і загорівся двигун. Ці агрегати, які і так перевантажені великою масою танка, зазнали додаткового навантаження через рух мокрою землею.
У найкоротші терміни в ремонтних майстернях, з використанням надісланих літаком із заводу-виробника деталей, танки були відремонтовані і 15 вересня знову стали до строю.
22 вересня все той же укомплектований «Тиграми» взвод разом з танками Panzer III взяв участь у наступі 170-ї піхотної дивізії на частини 2-ї радянської ударної армії, в тій же самій болотистій місцевості під Ленінградом. В результаті цієї битви в одного танка в результаті попадання снаряда заглох двигун, а три інших зуміли дійти до передової противника, отримавши серйозні пошкодження, і зупинилися там через бездоріжжя і технічні проблеми. З чотирьох танків три евакуювали, а один, зі знятим німцями обладнанням і підірваний, захопили радянські війська.
За іншими даними, підбитих «Тигрів» на ленінградському напрямку 21 вересня 1942 року на дорозі Мга — Синявін було шість, і один з них, станом на 2009 рік, представлений на відкритому танковому майданчику Леніно-Снігурівського військово-історичного музею.

### Африканський театр військових дій
Після другого бою під Ель-Аламейном в жовтні — листопаді 1942 року танковий корпус «Африка» під командуванням фельдмаршала Роммеля зазнав поразки і поспішно став відступати на захід. Гітлер наказав перекинути до Північної Африки 1 роту 501-го танкового батальйону. 1 грудня 1942 «Тигри» атакували танки противника біля Джедіди, підбивши з дистанції 150 метрів двох англійських «генералів Лі». Наступного дня «Тигри» знищили чотири протитанкові гармати, шість легких танків «генерал Стюарт», два американських напівгусеничних бронетранспортери та кілька вантажівок. З 18 по 25 січня 1943 «Тигри» знищили 25 гармат, дев'ять самохідних гармат і бронетранспортерів, сім танків, 125 вантажівок, два бронеавтомобілі і допомогли узяти в полон 235 солдатів противника. У боях в Тунісі з 20 по 24 квітня «Тигри» знищили 75 танків противника. Але німецькі війська в Тунісі капітулювали, і всі вцілілі до цього моменту танки були підірвані екіпажами і потрапили до рук союзників.

### Східний фронт, перша половина 1943
Наступний бій «Тигрів» був вдалішим: 12 січня 1943 року чотири «Тигри», що прийшли на підмогу 96-й піхотній дивізії Вермахту, підбили 12 радянських Т-34. Тим не менше, в ході боїв з прориву блокади Ленінграда 17 січня 1943 року радянські війська захопили один практично неушкоджений «Тигр». Екіпаж залишив його, не знищивши навіть новенький технічний паспорт, прилади та зброю.
У грудні 1942 року кілька десятків цих танків отримав у своє розпорядження Манштейн, який намагався деблокувати оточену під Сталінградом 6-ту армію Паулюса (підтверджених даних про те, що «Тигри» використовувалися під Сталінградом, немає).
Повноцінний дебют «Тигрів» відбувся під час боїв під Харковом в лютому — березні 1943 року. Зокрема, моторизована дивізія «Велика Німеччина» мала до початку боїв дев'ять танків «Тигр», що становили 13-ту роту танкового полку, танкова дивізія СС «Адольф Гітлер» мала десять «Тигрів» (1-й танковий полк), «Рейх» — сім, «Мертва голова» — дев'ять.

### Курська битва
У німецьких військах, що брали участь в операції «Цитадель», знаходилося 134 «Тигри» (ще 14 — командирські танки, озброєні кулеметами). «Тигри» використовувалися для прориву радянської оборони, часто очолюючи групи інших танків. Потужне озброєння і бронювання PzKpfw VI дозволяло їм ефективно вражати будь-який зразок бронетехніки противника, що вело до вельми великих рахунків німецьких екіпажів, які воювали на «тиграх» на Курській дузі.

### Тактика
21 липня 1943 року командир 3-го танкового корпусу Герман Брайт, видав наступну інструкцію з бойового застосування танка «Тигр I»:
«…З урахуванням міцності броні і сили зброї „Тигр“ повинен застосовуватися в основному проти танків і протитанкових засобів противника, і лише в другу чергу — як виняток — проти піхотних частин.»
Як показав досвід боїв, зброя «Тигра» дозволяє йому вести бій з танками противника на дистанціях 2000 метрів і більше, що особливо впливає на моральний дух противника. Міцна броня дозволяє «Тигру» йти на зближення з противником без ризику серйозних пошкоджень від влучень. Тим не менш, слід намагатися починати бій з танками противника на дистанціях понад 1000 метрів.
Основною формою організації «Тигрів» був окремий важкий танковий батальйон. За штатом 1945 року батальйон складався з трьох рот по 14 танків в кожній. Ще три танки було в штабі батальйону. Усього батальйон мав 45 «Тигрів». У батальйоні також були п'ять ремонтно-евакуаційних танків «Бергепантера», 34 тягачі, 171 автомобіль і 11 зенітних танків. Батальйон надавався цілком або поротно як засіб посилення піхотному, танковому або мотопіхотному з'єднанню.
Основною проблемою «Тигрів» був швидкий вихід з ладу під час маршу. Цей недолік був особливо чутливим під час оборонних боїв, коли напрямок удару противника не вгаданий, і доводилося форсованим маршем переміщатися до місця прориву для його парирування. Це посилювалося дефіцитом палива, якого «Тиграм» потрібно було багато. У результаті цього чимало танків просто кидали вздовж доріг через поломки або порожні баки.
Однак, коли бої перемістилися на територію Німеччини, дистанції маршів скоротилися і «Тигри» проходили потрібну відстань без значних втрат.

## Оцінка проєкту
Важкий танк PzKpfw VI Ausf. H «Тигр I», без сумнівів, став однією з найвдаліших конструкцій, прийнятих на озброєння Вермахту. Аж до кінця 1943 року він, за сукупністю своїх бойових властивостей, був найсильнішим танком світу, надавши, таким чином, вирішальний вплив на подальшу еволюцію як класу важких танків, так і протитанкових засобів. До переваг машини слід віднести потужні озброєння і бронювання, продуману ергономіку, якісні прилади спостереження та зв'язку. Після усунення «дитячих хвороб» до літа 1943 року надійність «Тигра I» нарікань в цілому не викликала, танк користувався популярністю у Вермахті і мав хорошу репутацію у своїх екіпажів. Це стало значним чином наслідком істотних напрацювань конструкторів фірми «Хеншель» за дослідними машинами, які не пішли в серію. З технічної точки зору танк був типовим представником німецької школи танкобудування з низкою оригінальних рішень, застосованих в його конструкції (наприклад, нестандартне відношення довжини і ширини бронекорпуса). З іншого боку, «Тигр I» мав і недоліки, до яких відносилися висока складність і вартість виробництва, низька ремонтопридатність машини.

### Озброєння
Основна зброя «Тигра I», — 88-мм гармата KwK 36 L/56, аж до появи на полі бою радянських КВ-85 і ІС-1 не мала істотних проблем в ураженні будь-якого бронеоб'єкта країн антигітлерівської коаліції на будь-яких дистанціях бою і ракурсах, і лише поява ІС-2 і пізніх модифікованих «Черчіллів» зробило ці проблеми дійсно серйозними. 75-мм броня радянських танків КВ-1 за певних умов могла встояти проти 88-мм снарядів, але, з огляду на слабкість озброєння КВ-1 проти броні «Тигра I», це в ситуації відкритого бою на далекій дистанції в цілому не давало першому значного шансу на виживання — «Тигр I» цілком спокійно міг вразити КВ другим, а якщо треба — то й подальшими влученнями. Танків КВ-85, здатних краще протистояти «Тигру I», було випущено не надто багато. І лише танки серії ІС (ІС-1 та ІС-2) мали бронювання, що дозволяло витримати обстріл з KwK 36 з лобових ракурсів і середніх дистанцій. Верхня лобова деталь танка ІС-2 з поліпшеним бронезахистом корпусу зразка 1944 року не пробивалася з 88-мм гармати «Тигра I» навіть при обстрілі впритул (дані для бронебійних каліберних снарядів).

## Фотогалерея

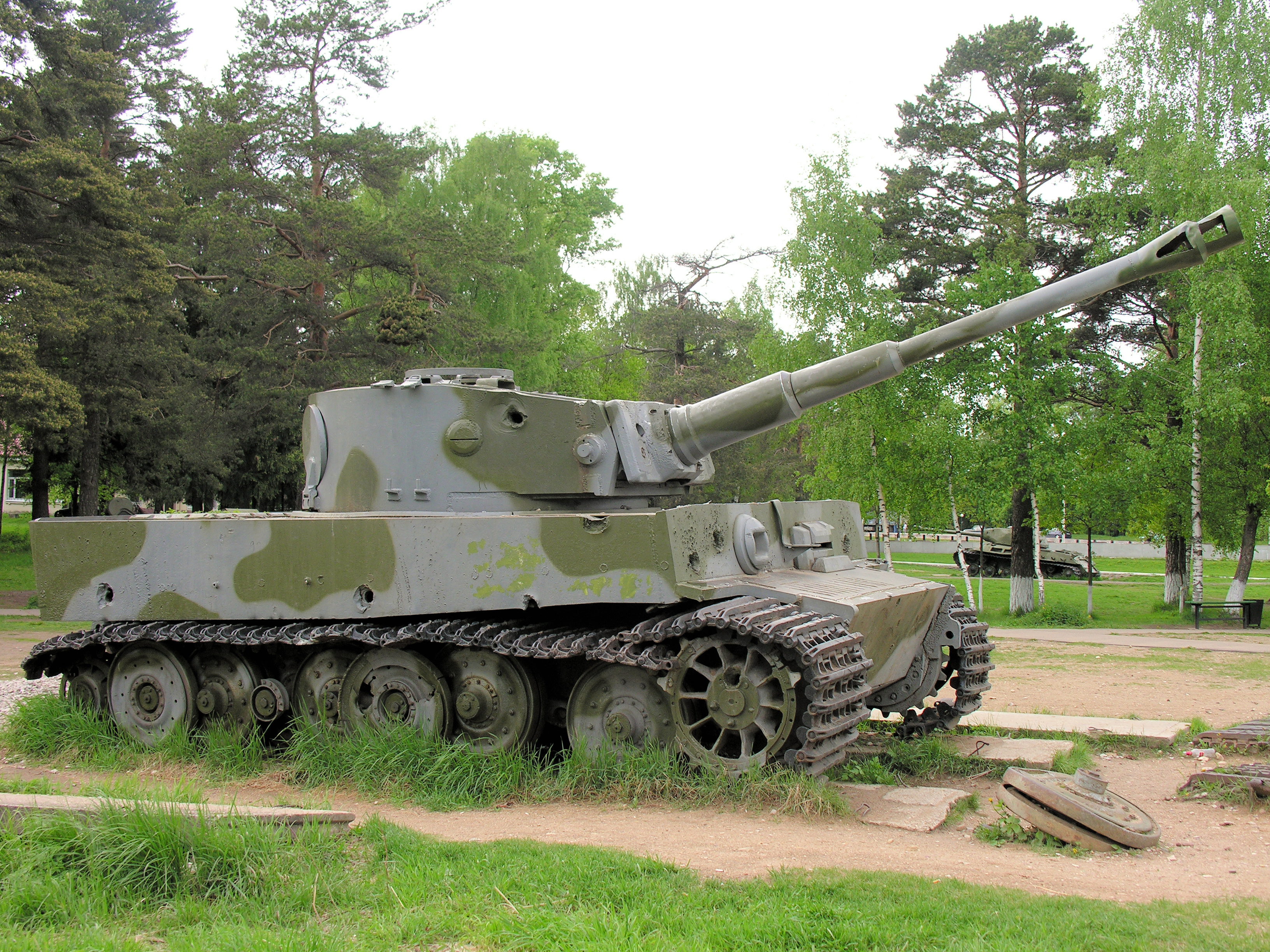
Танк «Тигр» в Леніно-Снігурівському воєнно-історичному музеї.
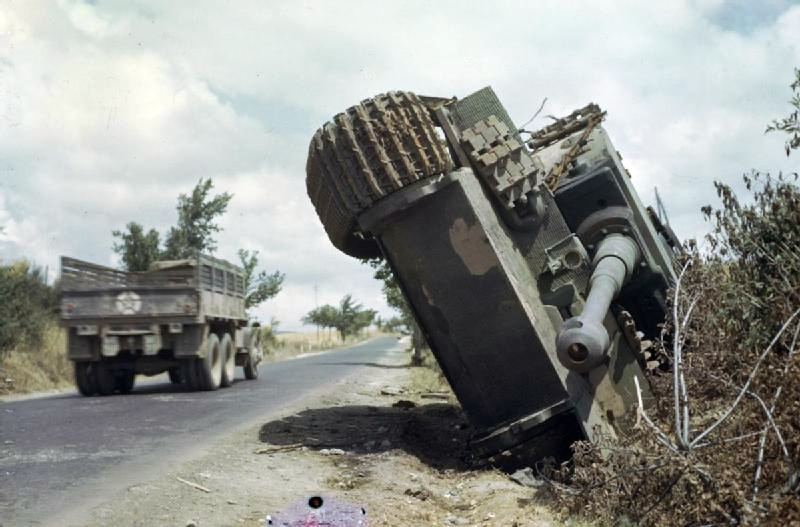
18 червня 1944 р., Італія, на північ від Риму.
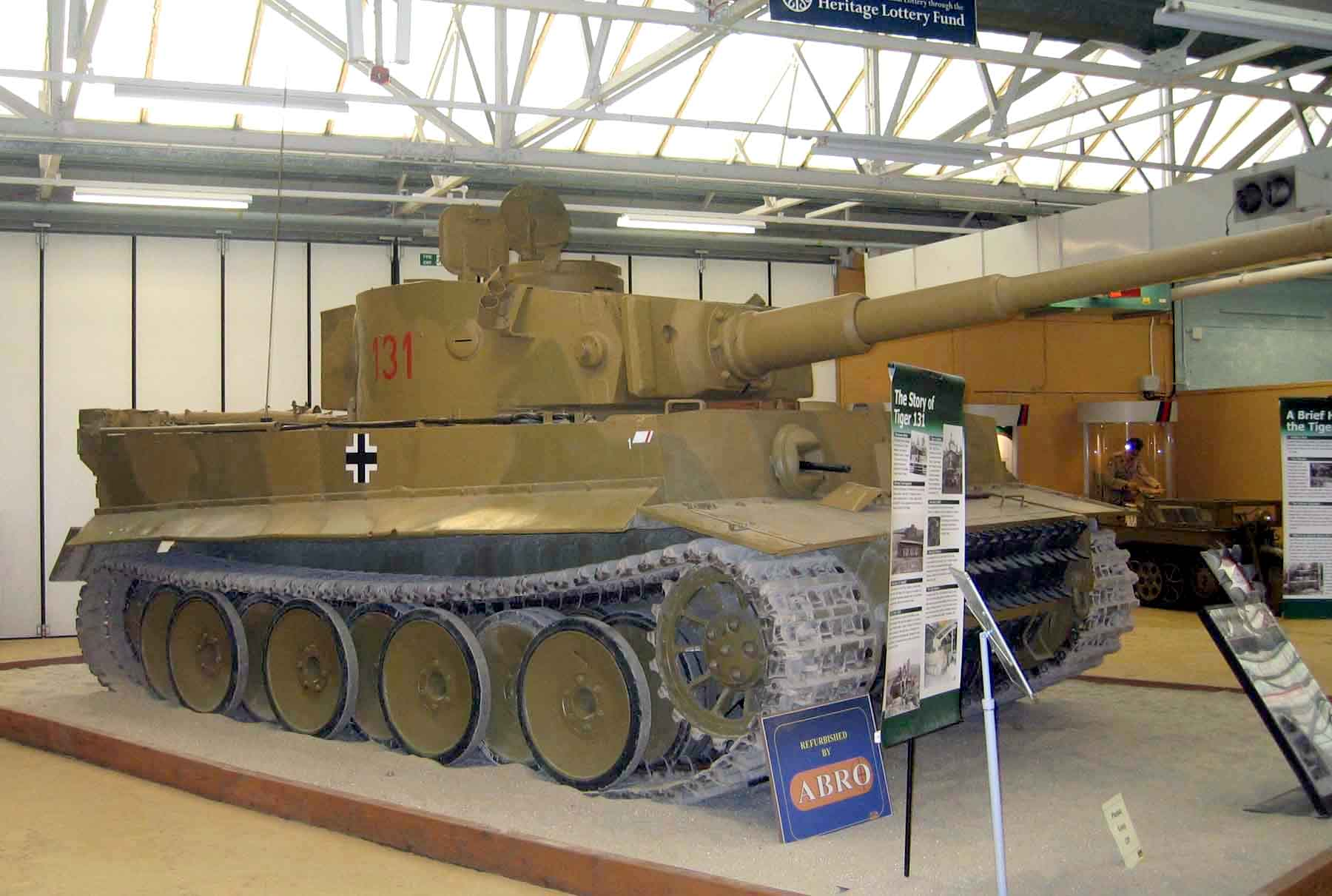
Танк «Тигр» Bovington.
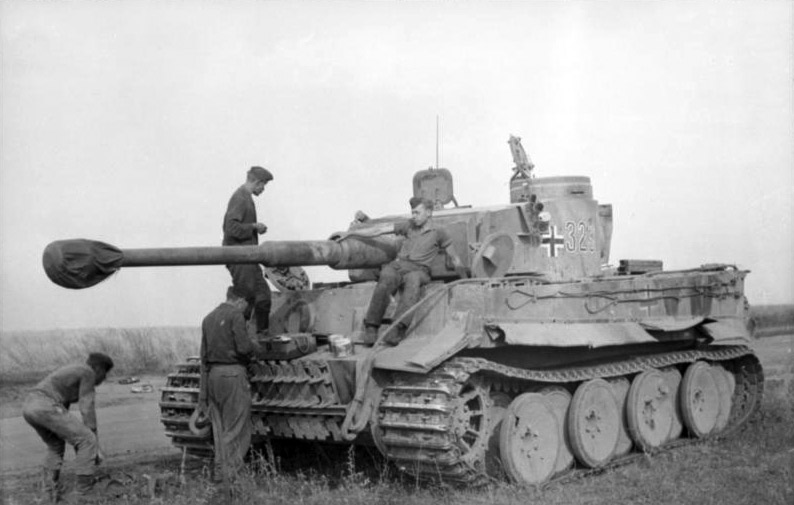
На Східному фронті, 1943 р.